# 일산화 이수소 속임수

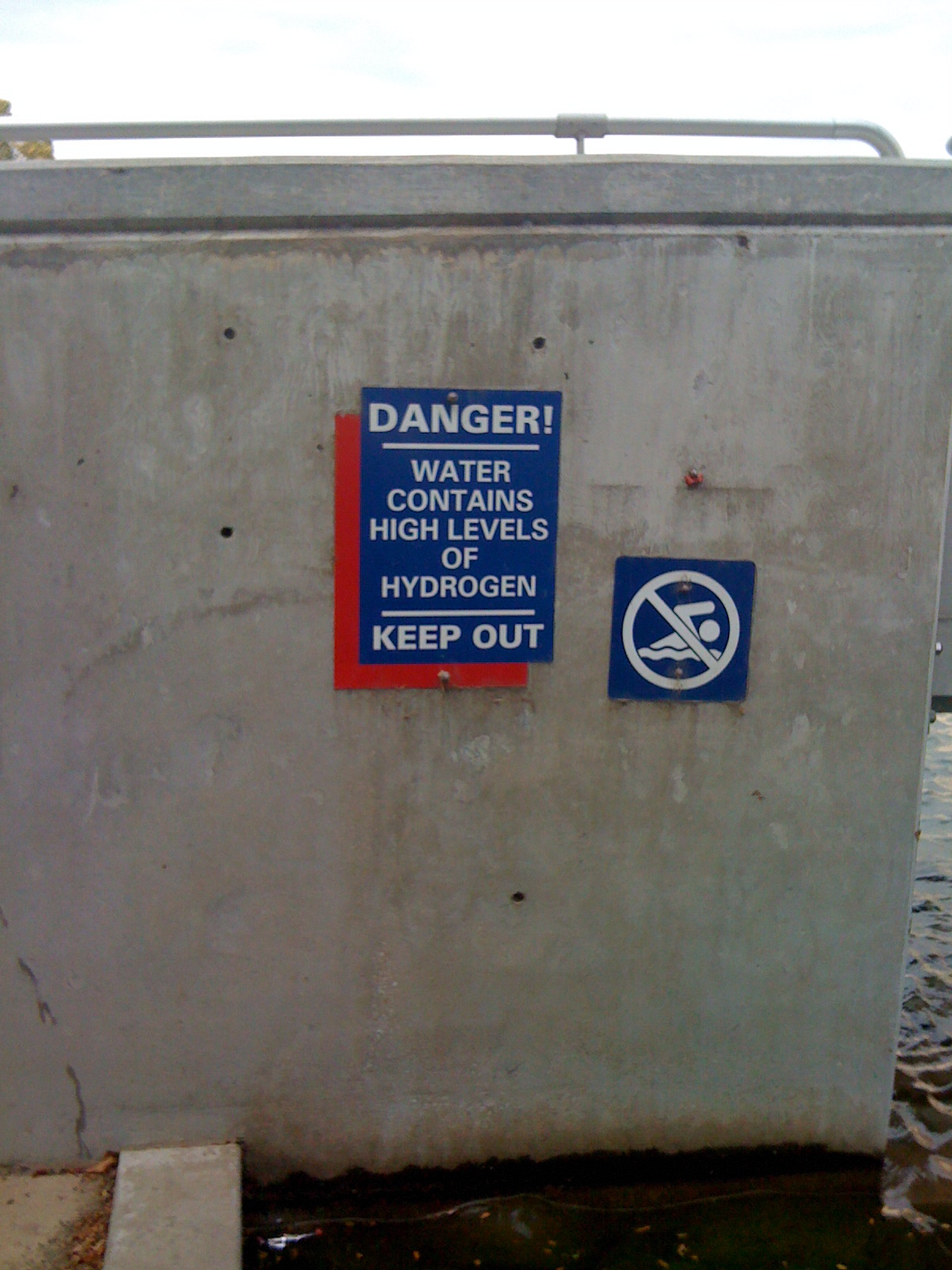
"물에는 수소가 다량 함유되었으므로 접근하지 마시오"

일산화 이수소 속임수(一酸化二水素-)는 물을 화학적으로 풀어낸 용어인 일산화 이수소(一酸化二水素), 산화이수소(酸化二水素) 또는 디하이드로젠 모노옥사이드(Dihydrogen monoxide, DHMO)를 이용한 속임수이다.
물 분자를 구성하는 원자는 수소 원자 둘과 산소 원자 하나이기 때문에 화학식 명명법에 따라 일산화 이수소로 부를 수도 있다. 화학식 표현에서는 di가 2를, mono가 1을 의미한다. 이렇게 명명된 물의 다른 이름은 상대적으로 일반인에게는 알려져 있지 않다. 또한 국제 순수 및 응용 화학회(IUPAC)에서는 물에 대해서는 이러한 명명법을 적용하지 않고 관습명인 '물'을 그대로 사용하도록 규정하고 있다.
이것은 UC Santa Cruz의 Eric Lechner, Lars Norpchen and Matthew Kaufman가 1989년 처음 주장하였으며, 1994년 Craig Jackson에 의해 수정되었다. 대중적으로 이 주장이 알려진 것은 1997년 14세 소년인 Nathan Zohner에 의해서이다. "우리는 얼마나 잘 속는가"(How Gullible Are We)라는 과학과목 프로젝트에서 여러 사람들에게 일산화 이수소의 문제점을 보여주어 통제의 필요성을 이끌어 내었고, 대중들의 탄원을 모은 것이 대중의 관심을 끌었다. 이는 과학적 지식에 대한 무지와 과장된 해석이 불러일으킬 수 있는 오해에 대한 예가 된다.

물의 분자 구조. 산소 원자 하나와 수소 원자 둘로 이루어져 있다.

이와 비슷한 방식으로 과장된 혹은 잘못된 과학적 해석을 내리는 경우의 예는 다음과 같다.
- 범죄자의 98% 이상이 밥을 먹는다.
- 아동학대범들의 대부분은 결혼을 한 경험이 있다.
- 폭력사건의 대부분은 잠을 잔 지 24시간 내에 일어난다.

## DHMO에 관한 웹사이트
DHMO에 관한 웹사이트 이야기는 피츠버그 포스트가제트 지(Pittsburgh Post-Gazette)에 "일산화 이수소 금지 연합"(Coalition to Ban Dihydrogen Monoxide)이라는 제목으로 처음 보도되었다.
해당 웹사이트의 내용은 다음과 같다.

DHMO의 유해성:
- "하이드록시 산"(hydroxl acid)으로 불리며, 산성비의 주성분이다.
- 온실 효과를 일으킨다.
- 화상을 일으키기도 한다.
- 지형의 침식을 일으킨다.
- 금속을 빨리 부식시켜 녹슬게 한다.
- 전기 합선의 원인이 되며, 자동차 브레이크의 효율을 저하시킨다.
- 말기암 환자의 악성종양에서도 검출된다.

이러한 위험에도 불구하고 DHMO는 다음의 용도로 쓰인다:
- 공업용 용매와 냉각제로 쓰인다.
- 원자력 발전소에서 사용된다.
- 발포스티로폼 제조에 사용된다.
- 방화제로 이용된다.
- 여러 잔인한 동물 실험에 사용된다.
- 살충제 살포에 사용된다. 씻어낸 후에도 상품은 DHMO에 오염된 상태로 남는다.
- 일부 정크푸드를 비롯한 식품에 첨가물로 사용된다.

원래의 웹사이트는 현재 접근할 수 없으나, 인터넷 아카이브 사이트에 저장된 1996년 10월 31일 판의 내용은 볼 수 있다.

## 다른 예
이렇게 잘못된 해석을 내리는 다른 예로 '빵은 위험한 음식'과 같은 것이 있다. '빵이 위험한 이유'의 예시를 보자.
- 범죄자의 98% 이상이 빵을 먹었다.
- 빵을 일상적으로 먹고 자란 아이들에게 테스트를 치르게 했더니, 절반 정도가 평균 이하의 점수를 보였다.
- 폭행 사건의 90% 정도가, 사건 관련자가 빵을 먹고 난 뒤 24시간 이내에 일어난다.
- 빵은 먹으면 중독될 수도 있다. 피험자에게 처음에는 빵과 물을 같이 주고, 나중에는 물만 주었을 때, 2일도 되지 않아 빵을 비정상적으로 먹고 싶어 했다.
- 누구나 각자의 집에서 빵을 구워먹었던 18세기 유럽의 평균 수명은 고작 50세였다.
- 빵을 먹은후 3일 이내 대변을 보는데, 대변을 본 모든 생물들은 500년 이내 사망하였다

## 같이 보기
- 물